# Louise Nathhorst
Ingrid Erna Louise Nathhorst (Estocolmo, 26 de marzo de 1955) es una jinete sueca que compitió en la modalidad de doma.
Participó en cuatro Juegos Olímpicos de Verano, entre los años 1984 y 2004, obteniendo una medalla de bronce en Los Ángeles 1984, en la prueba por equipos (junto con Ulla Håkansson e Ingamay Bylund), el quinto lugar en Atlanta 1996 y el sexto en Atenas 2004, en la misma prueba.
Ganó una medalla de bronce en el Campeonato Mundial de Doma de 1998 y tres medallas de bronce en el Campeonato Europeo de Doma entre los años 1997 y 2007.

## Palmarés internacional
| Juegos Olímpicos   | Juegos Olímpicos             | Juegos Olímpicos  | Juegos Olímpicos |
| Año                | Lugar                        | Medalla           | Categoría        |
| ------------------ | ---------------------------- | ----------------- | ---------------- |
| 1984               | Los Ángeles (Estados Unidos) | Medalla de bronce | Por equipos      |
| Campeonato Mundial |                              |                   |                  |
| Año                | Lugar                        | Medalla           | Categoría        |
| 1998               | Roma (Italia)                | Medalla de bronce | Por equipos      |
| Campeonato Europeo |                              |                   |                  |
| Año                | Lugar                        | Medalla           | Categoría        |
| 1997               | Verden (Alemania)            | Medalla de bronce | Por equipos      |
| 2005               | Hagen (Alemania)             | Medalla de bronce | Por equipos      |
| 2007               | La Mandria (Italia)          | Medalla de bronce | Por equipos      |